# Nikolaï Romanov
Nikolaï Aleksandrovitch Romanov (en russe : Николай Александрович Романов) est un peintre soviétique et russe né à Pouchkine le 12 mai 1957.

## Biographie
Né à Pouchkine (oblast de Léningrad) le 12 mai 1957, Nikolaï Romanov travaille à partir de 1985 les différentes techniques de peinture à l'huile, tempera, pastel, aquarelle ainsi que le dessin au crayon. Il peint principalement des paysages bucoliques.
Il emménage à Saint-Pétersbourg où il étudie jusqu'en 1987 à l'Académie russe des beaux-arts chez le maître Evseï Moïsseïenko (en).
Il s'inscrit comme membre en 1990 auprès de l'Union des artistes de la ville. Ses œuvres, en plus d'être exposées en Russie, États-Unis, Suisse et Nouvelle-Zélande, sont présentes en France au Palais des Arts de Perpignan (musée Hyacinthe-Rigaud) et au musée des Arts de Cambrai.
Il est un des deux artistes russes à être invité en 2007 à l'occasion du centenaire du fauvisme à Collioure.

## Récompenses et distinctions
- 1987 : Médaille d'argent de l'Académie russe des beaux-arts
- 2008 : Médaille d'argent pour la contribution à la culture locale, Fédération internationale des Artistes
- 2012 : Médaille d'or pour la contribution à la culture locale, Fédération internationale des Artistes